# Апсолутно сиромаштво
Апсолутно сиромаштво је непоседовање извора прихода и имовине да се могу задовољити основне животне потребе. Ово се пореди са релативним сиромаштвом у којем је нечији стандард (квалитет) живота испод стандарда већине становништва, али ипак може бити значајно виши од нивоа апсолутног сиромаштва.

## Релативно сиромаштво
Релативно сиромаштво је лично власништво и приходи који су недовољни да особа може достићи социјално прихватљив стандард живота, у складу са животом просечног грађанина датог друштва. Особе у релативном сиромаштву захтевају социјалне интервенције, али нису бескућници или у екстремном сиромаштву.